# كاسيميرو توريس
كاسيميرو توريس فالديز (بالإسبانية: Casimiro Torres Valdes)‏ (1 يناير 1906) لاعب كرة قدم تشيلي راحل كان يجيد اللعب في خط الوسط .
لعب طوال مسيرته الرياضية في نادي إيفرتون . شارك مع منتخب تشيلي في بطولة كأس العالم 1930 في الأوروغواي .

## وصلات خارجية
- كاسيميرو توريس على موقع الاتحاد الدولي (مؤرشف)  (الإنجليزية)
- كاسيميرو توريس على موقع قاعدة بيانات كرة القدم.إي يو (الإنجليزية)
- كاسيميرو توريس على موقع ناشيونال فوتبول تيمز (الإنجليزية)
- كاسيميرو توريس على موقع Soccerway.com (الإنجليزية)
- كاسيميرو توريس على موقع عالم كرة القدم.نت (الإنجليزية)

- هذا السيرة الذاتية